# Bigarello
Bigarello é uma comuna italiana da região da Lombardia, província de Mântua, com cerca de 1.625 habitantes. Estende-se por uma área de 26 km², tendo uma densidade populacional de 63 hab/km². Faz fronteira com Castel d'Ario, Castelbelforte, Roncoferraro, San Giorgio di Mantova, Sorgà (VR).

## Demografia
| Variação demográfica do município entre 1861 e 2011                               |
|                                                                                   |
| Fonte: Istituto Nazionale di Statistica (ISTAT) - Elaboração gráfica da Wikipedia |